# 德里·默金
德里·默金（英語：Derry Murkin；1999年7月27日—）是一位英格蘭足球運動員，在場上的位置是左後衛。現效力於荷甲球隊烏德勒支。